# Troaș
Troaș – wieś w Rumunii, w okręgu Arad, w gminie Săvârșin. W 2011 roku liczyła 176 mieszkańców. 